# LSV Straubing
Der Luftwaffen Sportverein Straubing (kurz LSV Straubing) war ein Sportverein im bayerischen Straubing.

## Geschichte
Die Fußballmannschaft des Vereins stieg nach der Aufstiegsrunde am Ende der Saison 1941/42 in die neue Gauliga Südbayern auf. In der ersten Saison dort konnten sie die Liga auf dem siebten Platz halten. In den 18 Spielen überwogen die 10 Niederlagen die sieben Siege und das eine Unentschieden. Die durchschnittliche Torquote war mit 0,49 Toren pro Spiel das zweit schlechteste Ergebnis in der Liga. Eine schlechtere Quote konnte in dieser Saison nur der VfB München einfahren, vom Torverhältnis her sah es dabei relativ ähnlich aus.
Die Saison 1943/44 sollte dabei besser aussehen. Am 11. November 1943 stand man mit 11:7 Punkten auf dem vierten Platz und konnte diesen auch am Ende der Saison erreichen. Damit schloss der LSV direkt hinter dem TSV 1860 München ab, welcher zu dieser Zeit noch amtierender Meister war, am Ende der Saison dann aber vom FC Bayern München abgelöst wurde. Hervorzuheben in dieser Saison wäre noch, dass die Partie gegen 1860 München vom 10. Oktober 1943 aufgrund des Verzichts derer für den LSV gewertet wurde.
Zur Saison 1944/45 wurde die Gauliga Bayern wieder eingleisig und der LSV wurde in die Staffel Oberpfalz/Niederbayern eingeordnet. Über ausgetragene Spiele innerhalb dieser Staffel ist aber nichts mehr weiter bekannt.

## Statistik
Folgende Ergebnisse zu einer jeweiligen Saison sind noch durch Presseberichte überliefert.

### 1942/43
| Datum             |                       | Ergebnis |                 |
| ----------------- | --------------------- | -------- | --------------- |
| 13. Dezember 1942 | LSV Straubing         | 1:3      | Jahn Regensburg |
| 20. Dezember 1942 | TSV Schwaben Augsburg | 2:2      | LSV Straubing   |
| 17. Januar 1943   | BC Augsburg           | 13:0     | LSV Straubing   |
| 31. Januar 1943   | VfB München           | 2:3      | LSV Straubing   |

### 1943/44
| Datum              |                       | Ergebnis |                       |
| ------------------ | --------------------- | -------- | --------------------- |
| 12. September 1943 | LSV Straubing         | 1:1      | TSV Pfersee Augsburg  |
| 19. September 1943 | Jahn Regensburg       | 2:2      | LSV Straubing         |
| 26. September 1943 | MTV Ingolstadt        | 1:3      | LSV Straubing         |
| 24. Oktober 1943   | LSV Straubing         | 1:1      | TSV Schwaben Augsburg |
| 31. Oktober 1943   | TSG Augsburg 85       | 4:1      | LSV Straubing         |
| 14. November 1943  | LSV Straubing         | 0:2      | FC Bayern München     |
| 12. Dezember 1943  | TSV Pfersee Augsburg  | 3:2      | LSV Straubing         |
| 23. Januar 1944    | TSV 1860 München      | 1:1      | LSV Straubing         |
| 13. Februar 1944   | TSV Schwaben Augsburg | 0:2      | LSV Straubing         |